# Prix John Whitney Hall
Le prix John Whitney Hall est attribué tous les ans depuis 1994 par l'Association for Asian Studies (AAS). Le prix tient son nom de l'universitaire américain John Whitney Hall, pionnier des études japonaises en marque de reconnaissance.
Le prix Hall récompense un livre exceptionnel publié en anglais sur le Japon ou la Corée et honore les auteurs de l'ouvrage. Ce prix prolonge le prix John K. Fairbank fondé en 1969 et décerné tous les ans par la Société américaine d'histoire à l'auteur d'un livre sur l'histoire de la Chine, du Vietnam, de l'Asie centrale chinoise, de la Mongolie, de la Mandchourie, de la Corée ou du Japon depuis l'an 1800.

## Prix de l'AAS
L'AAS est une association professionnelle savante, non politique et à but non lucratif, ouverte à toutes les personnes qui s'intéressent à l'Asie. L'association a été fondée en 1941 en tant qu'éditeur de la revue trimestrielle Far Eastern Quarterly (maintenant Journal of Asian Studies). L'organisation a traversé une série de réorganisations depuis les premiers jours, mais sa raison d'être continue est de promouvoir l'échange d'informations parmi les chercheurs afin améliorer la compréhension de l'Asie de l'Est, du Sud et du Sud-Est.
La Northeast Asia Council (NEAC) de l'AAS supervise le prix John Whitney Hall.

### Liste des lauréats
- 1994 : Carter J. Eckert, Offspring of Empire, the Koch’ang and Kims and the Colonial Origins of Korean Capitalism, 1876–1945 (University of Washington Press, 1991)[3].
- 1995 : Melinda Takeuchi, Taiga’s True Views: The Language of Landscape Painting in Eighteenth-Century Japan (Stanford University Press, 1993)[3].
- 1996 : Richard J. Samuels, Rich Nation, Strong Army: National Security and the Technological Transformation of Japan (Cornell University Press, 1994)[4].
- 1997 : John Whittier Treat, Writing Ground Zero: Japanese Literature and the Atomic Bomb (University of Chicago Press, 1995)[5].
- 1998 : James Palais, Confucian Statecraft and Korean Institutions: Yu Hyongwon and the Late Choson Dynasty (University of Washington Press, 1996)[6].
- 1999 : Susan B. Hanley, Everyday Things in Premodern Japan: The Hidden Legacy of Material Culture (University of California Press, 1997)[7].
- 2000 : William M. Tsutsui, Manufacturing Ideology: Scientific Management in Twentieth-Century Japan (Princeton University Press, 1998)[6].
- 2001 : Mark J. Hudson, Ruins of Identity: Ethnogenesis in the Japanese Islands (University of Hawaii Press, 1999)[6].
- 2002 : Thomas LaMarre, Uncovering Heian Japan: An Archeology of Sensation and Inscription (Duke University Press, 2000)[6].
- 2003 : E. Taylor Atkins, Blue Nippon: Authenticating Jazz in Japan (Duke University Press, 2001)[6].
- 2004 : Andre Schmid, Korea Between Empires, 1895–1919 (Columbia University Press, 2002)[8].
- 2005 : Jordan Sand, House and Home in Modern Japan: Architecture, Domestic Space, and Bourgeois Culture, 1880–1930 (Harvard University Asia Center, 2003)[6].
- 2006 : Andrew M. Watsky, Chikubushima: Deploying the Sacred Arts in Momoyama Japan (University of Washington Press, 2004)[9].
- 2007 : Eiko Ikegami, Bonds of Civility: Aesthetic Networks and the Political Origins of Japanese Culture (Cambridge University Press, 2005)[6].
- 2008 : Karen Nakamura, Deaf in Japan: Signing and the Politics of Identity (Cornell University Press, 2006)[10].
- 2009 : Ann Jannetta, The Vaccinators: Smallpox, Medical Knowledge, and the ‘Opening’ of Japan (Stanford University Press, 2007)[11].
- 2010 : Ken K. Ito, An Age of Melodrama: Family, Gender, and Social Hierarchy in the Turn-of-the Century Japanese Novel (Stanford University Press, 2008)[6].
- 2011 : Karen Thornber, Empire of Texts in Motion: Chinese, Korean, and Taiwanese Transculturations of Japanese Literature (Harvard University Press, 2009)[12].
- 2012 : Lori Meeks, Hokkeji and the Reemergence of Female Monastic Orders in Premodern Japan (University of Hawai'i Press, 2010)
- 2013 : Mary C. Brinton, Lost in Transition: Youth, Work and Instability in Postindustrial Japan (Cambridge University Press, 2011)
- 2014 : Yukio Lippit, Painting of the Realm: The Kano House of Painters in 17th-Century Japan (University of Washington Press, 2012)
- 2015 : Fabian Drixler, Mabiki: Infanticide and Population Growth in Eastern Japan, 1660-1950 (University of California Press, 2013)
- 2016 : Ran Zwigenberg, Hiroshima: The Origins of Global Memory Culture (Cambridge University Press, 2014)
- 2017 : Noriko Manabe, The Revolution Will Not Be Televised: Protest Music After Fukushima (Oxford University Press, 2015)[13],[14].
- 2017 : Federico Marcon (mention honorable), The Knowledge of Nature and the Nature of Knowledge in Early Modern Japan (University of Chicago Press, 2015)
- 2018 : Satoko Shimazaki, Edo Kabuki in Transition: From the Worlds of the Samurai to the Vengeful Female Ghost(Columbia University Press, 2015)
- 2018 : Yoshikuni Igarashi (mention honorable), Homecomings: The Belated Return of Japan’s Lost Soldiers (Columbia University Press, 2016)
- 2019 : Bryan D. Lowe, Ritualized Writing: Buddhist Practice and Scriptural Cultures in Ancient Japan (University of Hawai'i Press, 2017)
- 2020 : Aiko Takeuchi-Demirci, Contraceptive Diplomacy: Reproductive Politics and Imperial Ambitions in the United States and Japan (Stanford University Press, 2018)
- 2021 : Benjamin Uchiyama, Japan’s Carnival War: Mass Culture on the Home Front, 1937-1945
- 2022 : Gabriele Koch, Healing Labor: Japanese Sex Work in the Gendered Economy
- 2023 : Victor Seow, Carbon Technocracy: Energy Regimes in Modern East Asia  (University of Chicago Press, 2021)

- Michael K. Bourdaghs (mention honorable), A Fictional Commons: Natsume Soseki and the Properties of Modern Literature  (Duke University Press, 2021)
- Reginald Jackson (mention honorable), A Proximate Remove: Queering Intimacy and Loss in The Tale of Genji  (University of California Press, 2021)

- 2024 : Sherzod Muminov, Eleven Winters of Discontent: The Siberian Internment and the Making of a New Japan (Harvard University Press)

## Source de la traduction
- (en) Cet article est partiellement ou en totalité issu de l’article de Wikipédia en anglais intitulé « John Whitney Hall Book Prize » (voir la liste des auteurs).